# Mosche Kachlon

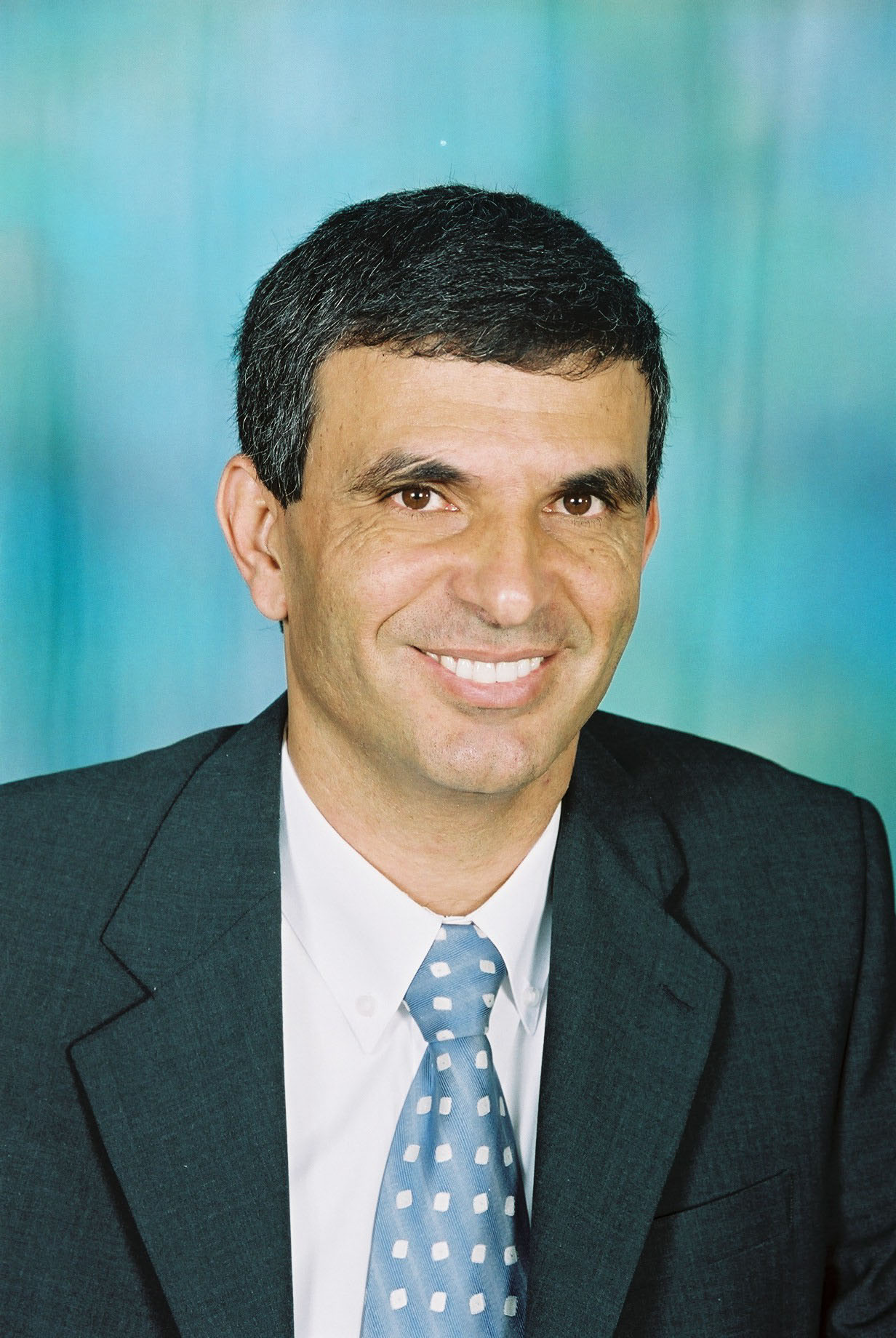
Kahlon

Mosche Kachlon (hebräisch משה כחלון, * 19. November 1960 in Chadera) ist ein israelischer Politiker. Er war für den Likud Mitglied der Knesset und Kommunikations- und Wohlfahrtsminister der 32. israelischen Regierung unter Ministerpräsident Benjamin Netanjahu. Von März 2015 bis Januar 2016 war er wieder Mitglied der Knesset, aber jetzt für Kulanu. Seit Mai 2015 war er (auch) Finanzminister der 34. israelischen Regierung unter Ministerpräsident Benjamin Netanjahu. 2016 war er auch Umweltminister und von 2016 bis 2017 auch Wirtschaftsminister.

## Biografie
Kachlon wurde in Chadera als eines von sieben Kindern eines jüdischen Einwanderers aus Libyen geboren. Von 1978 bis 1986 diente er bei den israelischen Streitkräften. Nach seinem Wehrdienst studierte er Politikwissenschaften an der Universität Haifa und schloss mit dem Bachelor ab, bevor er in Netanja Rechtswissenschaften studierte.
2003 war er zum ersten Mal Mitglied der Knesset. Er wurde sogar stellvertretender Sprecher der Knesset. Im Vorfeld der Wahlen von 2006 gewann er überraschend den dritten Platz auf der Likud-Liste auf dem Nominierungsparteitag. Nach den Wahlen im Jahr 2009 erhielt er seinen Knesset-Sitz wieder und wurde Minister für Kommunikation.
In der Knesset engagiert sich Kachlon für die Verbesserung der finanziellen Situation von wirtschaftlich benachteiligten Schichten in der israelischen Gesellschaft. Insbesondere setzt er sich dabei für niedrige Bankgebühren und günstigeren Strom für sozial Schwächere ein.
Als Kommunikationsminister sorgte Kachlon für die Besetzung von Schlüsselpositionen im öffentlich-rechtlichen Rundfunksender Israel Broadcasting Authority mit seiner Partei nahestehenden Personen. Öffentlich gewordene Äußerungen während einer Präsidiumssitzung des Likud im Dezember 2011 bestätigten entsprechende Vorwürfe der Opposition, die in Kachlons Vorgehen eine den pluralistischen Grundsätzen des öffentlich-rechtlichen Rundfunks widersprechende Politisierung des Senders sah. Im Januar 2012 kündigte der Präsident des nationalen Rechnungshofs, der auch die Funktion des staatlichen, von der Regierung unabhängigen Ombudsmanns innehat, eine offizielle Untersuchung der Vorwürfe an.
Am 19. Januar 2011 wurde Mosche Kachlon als Nachfolger von Jitzchak Herzog zusätzlich zum Minister für Wohlfahrt ernannt. Ende 2012 kündigte er seinen Rückzug aus der Politik an und nahm nicht mehr an den israelischen Parlamentswahlen 2013 teil.
Ende Oktober 2014 verließ Kachlon den Likud, mit der Begründung, dass der soziale Charakter der Partei verloren gegangen sei und rechtsextreme Kräfte zu viel Einfluss gewonnen hätten. 
Er gründete die neue Partei Kulanu, deren Hauptanliegen die Sozialpolitik und insbesondere die Senkung der Lebenshaltungskosten in Israel ist. Bei der nationalen Parlamentswahl am 17. März 2015 erreichte Kulanu 10 Sitze.
Kachlon ist verheiratet und hat drei Kinder.